# تنبل دوانگشتی لینه
تنبل دوانگشتی لینه (نام علمی: Choloepus didactylus) نام یک گونه از تیره بزرگ‌پنجگان است.